# Dimo Bakalov
Dimo Najdenov Bakalov (in bulgaro Димо Найденов Бакалов?; Sliven, 19 dicembre 1988) è un calciatore bulgaro, attaccante del Černomorec Burgas.

## Carriera
Ha giocato nella prima divisione bulgara.

## Palmarès

### Club

#### Competizioni nazionali
- Coppa di Bulgaria: 2

Ludogorec: 2011-2012, 2013-2014
- Campionato bulgaro: 3

Ludogorec: 2011-2012, 2012-2013, 2013-2014
- Supercoppa di Bulgaria: 3

Ludogorec: 2012, 2018, 2019